# 三崎座
三崎座（みさきざ）とは、1891年（明治24年）6月27日午前7時に、神田三崎町に開場した劇場で、三崎三座の1つである。女役者が活躍する女芝居の劇場として人気を博し、全盛期には10年余り毎月休みなしの公演を打った。1915年（大正4年）11月に神田劇場と改名され、1923年（大正12年）9月1日の関東大震災時の火災で焼失する。 1924年（大正13年）3月には再建されるが、第二次世界大戦時の戦災で焼失し、以後、再建されなかった。

## 劇場開設の経緯
1890年（明治23年）8月、劇場取締規則が改正されて劇場に大・小の区別が設けられ、既設の劇場は全て大劇場とされ、劇場数も制限が設けられた。この規制改正後最初に開場したのが三崎座で、分類は小劇場とされた。もともと大劇場は江戸時代には官許を得た劇場すなわち大芝居のことを指し、小劇場は寺社の境内などで臨時に興行するもので、小芝居または宮芝居と呼ばれた。江戸時代にはこの差別は非常に厳しいものであったが、明治になってこの制度は廃止された。しかし実際には明治期には大芝居と小芝居間の区別は残っていて、小芝居は大芝居から厳しく差別されており、小芝居の出演者は軽く見られていた。三崎座は小芝居を上演する小劇場としてスタートした。なお、大芝居と小芝居の差は大正期以降少なくなっていき、戦災後、小芝居の常打小屋がなくなったことをきっかけに実質的に大芝居・小芝居の区別は消滅した。
三崎座があった場所は幕末には講武所が設けられ、明治維新後には練兵場となっていた。その後1890年（明治23年）に練兵場は三菱に払い下げられ、その練兵場跡地に三崎座を始めとする三崎三座が建設された。開場式には源之助、馬十、幸蔵その他10名が参加し、「大和国当麻縁起」「若葉梅浮名横櫛」が上演された。
なお、客筋からの引き幕提供は断られた。

## 特徴
劇場開設の経緯の段でも説明したように、三崎座は当時の劇場区分としては「小劇場」に分類されたものの、当時としては唯一、女性により演じられる女芝居の常設劇場として人気を博した。主な出演者としては岩井米花、松本錦糸、市川九女八らの名前が挙げられる。また新狂言の上演も行われ、最盛期には学生や文人らが多く観劇するといった特徴があった。
最盛期には10年余り、毎月休みなしの公演を打っていた。また後年三崎座から改名された神田劇場を本拠地として活躍した中村花扇、中村歌江も大正時代を代表する女役者へと成長した。1899年（明治32年）発行の「新撰東京名所図会」には
と、紹介されている。
上記のように明治時代の東京には立派な芝居小屋がいくつもあったが、三崎座は女役者によって知られていた。そのために東京の下町一体に人気があって観客には若い女性が多く、地元神田を中心に遠くからも見に来た。女役者が多いゆえ、中には幼児を乳母車にのせて楽屋入りする風景も見られた。裏通りは派手な色の衣装が雑然と下がっていて、いかにも芝居小屋らしさがうかがえたが、通りのドブはゴミで汚れて中に猫や鼠の死骸が捨ててあったりと、急いで通りたくなるような道であった。

## 開場後の沿革
安売りの効果もあり開場直後は開始大入りで、春木座にならい年中無休とするほどであったが、9月ごろから客足が悪くなり、17日間の興行を12日間に短縮した。
また、1892年4月10日に神田で発生した火事により休業したが、同月14日から20日まで慈善公演を行なった。
明治期、女性俳優を前面に出して隆盛した三崎座であったが、明治末年には一時衰退する。女性俳優による女芝居に替わって新派にも舞台を提供したものの、衰退には歯止めがかからず、1914年（大正3年）には歌舞伎上演が行われるようになった。1915年（大正4年）11月、三崎座は株式会社化されて名称も神田劇場と改名され、青江俊蔵を支配人として再建が図られた。青江は新派の重鎮、中野信近を一座に迎え、女性俳優陣として中村歌扇、中村歌江を中心として舞台を打った。中村歌扇、中村歌江は人気を博し、神田劇場は三崎座の伝統を引き継ぎ、女性による芝居で再び隆盛を迎えた。しかし同僚の中村歌江が亡くなったことによって歌扇も1921年（大正10年）には引退した。その後は支配人青木は旧派の小芝居の再興を図り、上演を続けて比較的安定した経営を続けていた。
1923年（大正12年）1月、神田劇場は松竹の直営劇場となり、松竹の映画上映も試みられたが同年9月1日に関東大震災の火災によって焼失する。翌1924年（大正13年）3月、松竹によって劇場は再興されたが、1925年（大正14年）3月、松竹は神田劇場の経営から離れた。
1926年には、神田座が三崎座を偲び女性のみの興行を行なった。久しく映画館として興行を行なっていたが、1930年に芝居を復活させた。
1945年（昭和20年）4月、戦災により焼失し、その後再建されなかった 。